# Villamiroglio
Villamiroglio (piemontiul: Vila dij Mireu) település Olaszországban, Piemont régióban, Alessandria megyében. Lakosainak száma 294 fő (2023. január 1.). Villamiroglio Cerrina Monferrato, Gabiano, Odalengo Grande, Verrua Savoia és Moncestino községekkel határos.

## Népesség
A település lakossága az elmúlt években az alábbi módon változott:
| Lakosok száma | 308  | 307  | 294  |
|               | 2017 | 2018 | 2023 |